# Parasimulium crosskeyi
Parasimulium crosskeyi är en tvåvingeart som beskrevs av Peterson 1977. Parasimulium crosskeyi ingår i släktet Parasimulium och familjen knott.
Artens utbredningsområde är Oregon. Inga underarter finns listade i Catalogue of Life.